# Hugo Becker
Hugo Becker (Estrasburgo, 13 de fevereiro de 1863 — Geiselgasteig, 30 de julho de 1941) foi um violoncelista e compositor alemão.
Estudou durante a juventude com Alfredo Piatti e mais tarde com Friedrich Grützmacher em Dresden.

## Obras
- Andante religioso
- Drei Stücke für Violoncell mit Piano-Begleitung
- Scènes d'amour, Duo
- Deux Morceaux: Romance, Duo
- Deux Morceaux: Valse gracieuse, Duo
- Cellokonzert A-Dur
- Aus dem Leben des Waldschrat, Suite
- Mechanik und Ästhetik des Violoncellospiels